# U-2号潜艇 (1935年)
U-2号（德語：U 2）是纳粹德国战争海军建造的六艘II-A型近岸潜艇（或称U艇）之一。它由基尔的德意志船厂承建，于1935年7月1日下水，至当月25日交付使用。该艇在运用生涯的大部分时间内都被用作训练艇，但也参加了第二次世界大战，在其仅有的两次巡逻作战中，未能取得任何战功。1944年4月8日，U-2号在皮劳以北的波罗的海水域与一艘德国拖网船相撞后沉没，艇内官兵17人罹难、18人幸存。

## 设计
II级潜艇是从一战中德意志帝国海军的UB级和UF级近岸潜艇发展而来。其外观尺寸小，造价便宜且易于生产，在很短时间内便能造好。这款艇具在设计上吸收了为芬兰海军定制的欧洲水鼬号的优点，是非常出色的训练艇。但由于它们体积较小，在海面上容易剧烈颠簸，因此也被德国人戏称为“独木舟”（Einbaum）。尽管如此，一些II级艇在训练任务与战斗行动中表现相当出色，许多II级艇的衍生型号也相继被建造出来。
U-2号是一款用于近岸水域作战的II-A型单壳体潜艇。其全长40.9米，舷宽4.1米，高8.6米，并有3.83米的吃水深度。水上和水下排水量则分别为254吨和303吨，惟官方提供的标准吨位为250吨。艇只采用两台曼海姆发动机厂（MWM）生产的六缸四冲程350匹公制馬力（260千瓦特）柴油机用于水面运行，以及两台各配备32个AFA蓄电池组的180匹公制馬力（130千瓦特）西门子-舒克特（SSW）电动发电机用于水下航行；水面最高航速13節（24每小時），水下6.9節（12.8每小時）；能够在水面以8節（15每小時）航速续航1,600海里（3,000），或以4節（7.4每小時）连续在水下航行35海里（65）而无需充电。它有两个轴和两副直径为0.85米的螺旋桨，具备在80－150米的深度运行的能力，紧急下潜需时25秒。
武器装备方面，U-2号在艇艏内置有三具管径为533毫米的鱼雷发射管，呈倒三角形布置，其中左舷一具、右舷一具、底部的中线上还有一具；它们合共配备5枚G7型鱼雷，或可携带最多12枚TMA或18枚TMB水雷。此外，该艇还搭载有一门20毫米30式高射炮作为甲板炮。其标准船员编制为3名军官及22名水兵。造价为150万国家马克。

## 历史
1935年2月2日，海军造舰局正式将六艘II-A型潜艇（U-1至U-6号）的建造合同发包予基尔的德意志船厂。其中U-2号的龙骨是自九天后、即2月11日开始铺设，同年6月15日下水，至当月29日在首度担任艇长的海军中尉赫尔曼·米夏黑勒斯的指挥下入役。除了1940年上半年的两次波澜不惊的作战巡逻之外，该艇的整个役期都被用作U艇学校暨训练区舰队的训练艇。

### 第一次巡逻
U-2号于1940年3月15日上午8:00在海军上尉赫尔穆特·罗森鲍姆的率领下从基尔起航，至当日下午4:30抵达布伦斯比特尔安装防冰装置。船员们在布伦斯比特尔过夜，于翌日上午8:00离开。此行的任务是在里讷斯讷斯和泰尔斯海灵岛附近的北海海域搜寻敌方潜艇，但受到暴风雪等恶劣天气的阻碍。在为期13天、水面行程1,185.5海里（2,195.5）、水下行程248.5海里（460.2）的行动中，该艇未能取得任何战功。3月26日，它收到来自U-21号潜艇的求救信号，后者在挪威奥德峡湾入口处的奥德克努彭岛附近搁浅，无法自行脱困。然而，U-2号忽略了信号，因为有其它潜艇更为接近。该艇于3月29日18:15返抵威廉港。

### 第二次巡逻
在第二次巡逻中，U-2号与U-3号、U-5号和U-6号共同组成第八潜艇集群（驻里讷斯讷斯）参与德国入侵丹麦和挪威的威悉演习行动，并于1940年4月4日中午12:00离开威廉港。4月5日，英国潜艇团结号曾在北海海域向该艇发射三枚鱼雷，但均未命中。4月10日，U-2号在挪威西南部水域又遭到一架英国威靈頓轟炸機的攻击，同样毫发未损。翌日，该艇在一次下潜机动中发现水平舵故障，遂立即中止巡逻，开始潜航撤退，至4月15日中午12:20回到威廉港。在这次为期12天、水面行程991海里（1,835）和水下行程212海里（393）的行动中，没有任何任何舰船被U-2号击沉或击伤。

### 结局
1944年4月8日上午7:15，U-2号在皮劳以北的波罗的海水域（54°48′N 19°55′E / 54.800°N 19.917°E）与一艘德国蒸汽拖网渔船黑尔米·泽勒号（Helmi Söhle）相撞后沉没。艇内官兵17人罹难、18人幸存，幸存者包括后来的德国政治学家威廉·亨尼斯。潜艇残骸于翌日被打捞上岸，并在皮劳拆解报废。

## 脚注
1. ↑  Rössler，第99頁.
2. ↑  Busch & Röll 1999b，第215頁.
3. ↑  Busch & Röll 1999a，第283頁.
4. 1 2  威廉生，第6頁.
5. 1 2  Gröner 1991，第39–40頁.
6. 1 2  Helgason, Guðmundur. . German U-boats of WWII - uboat.net.   [2023-08-04]. （原始内容存档于2022-12-01）.
7. ↑  Helgason, Guðmundur. . German U-boats of WWII - uboat.net.   [2023-08-04]. （原始内容存档于2022-01-22）.
8. ↑  Helgason, Guðmundur. . German U-boats of WWII - uboat.net.   [2023-08-04]. （原始内容存档于2022-01-22）.